# Economia del libero consorzio comunale di Siracusa

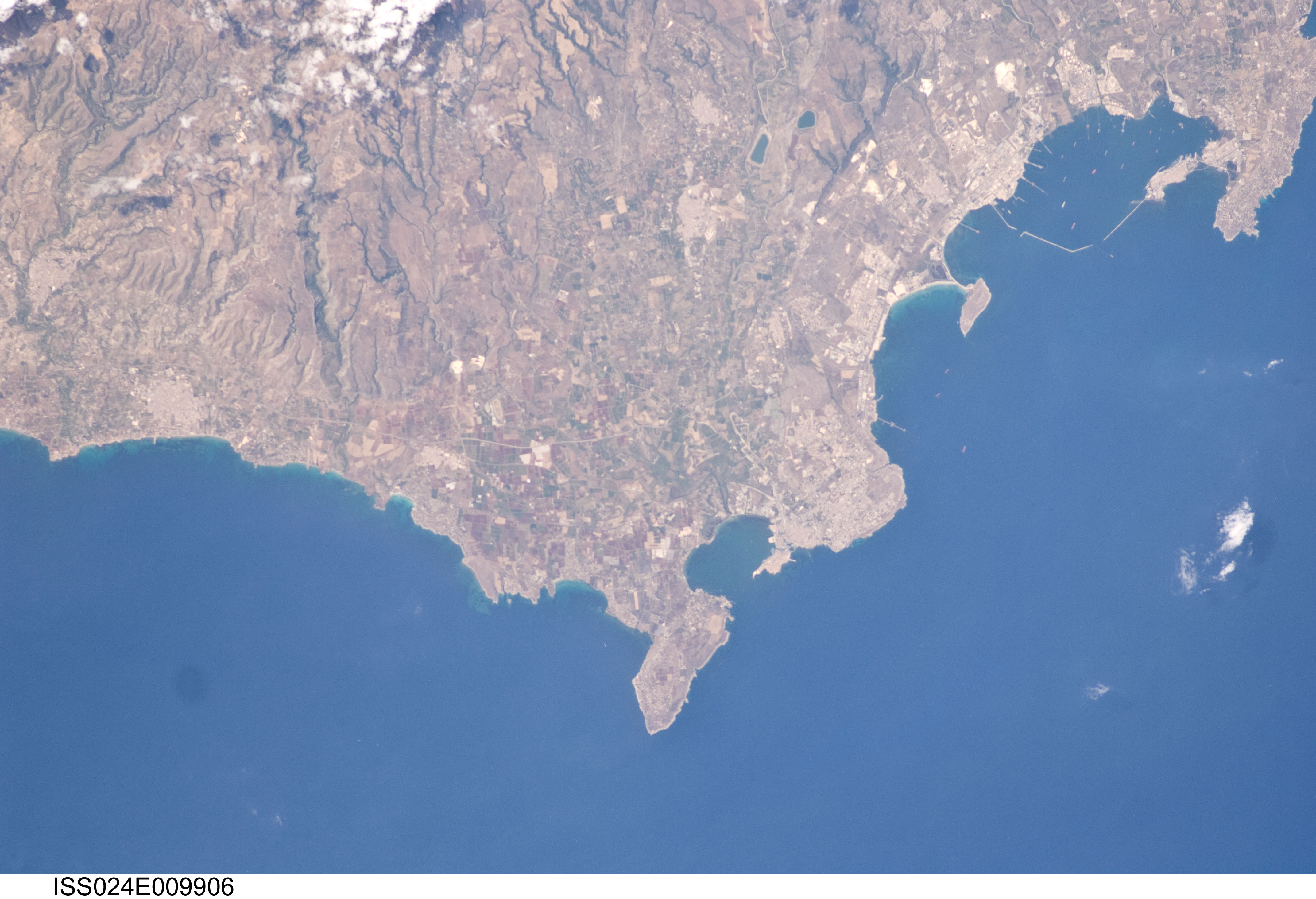
Immagine satellitare della parte geografica occupata dalla provincia siracusana

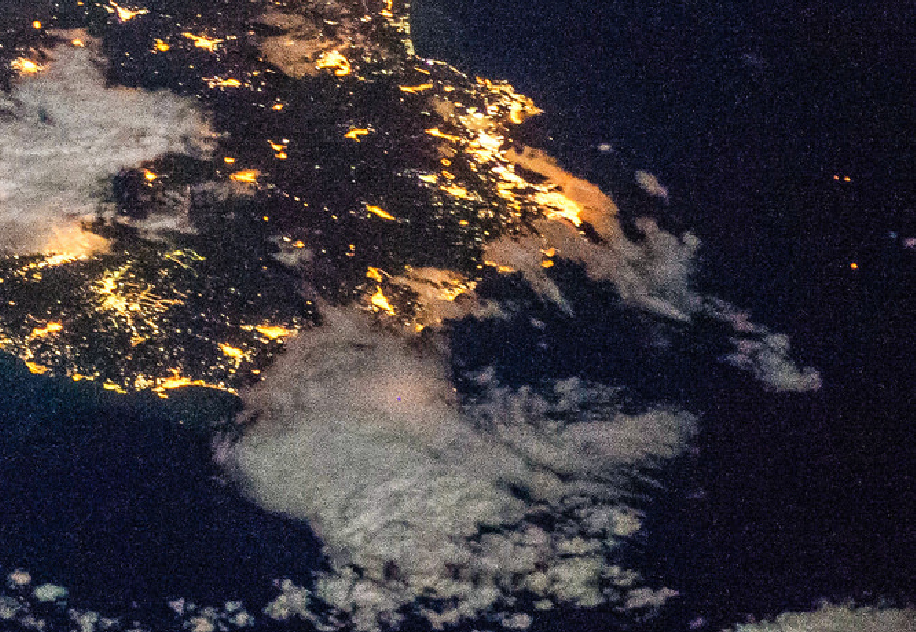
La provincia di Siracusa vista in notturna da immagine satellitare

L'economia del libero consorzio comunale di Siracusa si riferisce alla produttività e all'occupazione che offre il territorio siracusano nella regione Sicilia, approfondendo in particolar modo l'economia del suo centro maggiore, nonché capoluogo dei 21 comuni del libero consorzio, Siracusa. I dati economici analizzati si riferiscono ai primi decenni del XXI secolo. L'economia siracusana viene tripartita tra il settore primario, il settore secondario e il settore terziario.

## Dati economici del libero consorzio di Siracusa

### Esportazioni
L'odierno libero consorzio comunale esporta principalmente prodotti petroliferi raffinati: benzina leggera e pesante, cherosene, gasolio, oli lubrificanti, bitume, lavorati nel polo petrolchimico siracusano: sito sulla costa nord-est di Siracusa, esso comprende la rada di Santa Panagia, l'area comunale di Priolo Gargallo, Melilli, fino a giungere alla baia di Augusta; copre una vasta area del litorale siracusano ed è difatti uno dei maggiori petrolchimici d'Europa. Nel cosiddetto "Triangolo industriale" sorgono ben due raffinerie: la russa Lukoil, presso Priolo Gargallo (che è subentrata dal 2008 all'italiana ERG), e l'algerina Sonatrach, presso Augusta (che è subentrata alla statunitense Esso dal 2018). Sorgono inoltre al suo interno impianti chimici, di gas ed elettrici.

#### Analisi esportazioni: 2003-2011
Nel 2003 la provincia di Siracusa si conferma la prima tra le province siciliane per numero di esportazioni: con un totale di circa 2.700.000.000 di euro rappresenta la metà dell'export dell'intera Sicilia. Il suo tasso di apertura ai mercati esteri è il primo d'Italia: 129,1%, pari a circa tre volte la media nazionale.
Nel 2003 il suo primo paese di esportazione sono gli Stati Uniti (15,27) con un'entrata di 417.324.196 di euro; segue la Spagna (12,20) con un ricavato di 333.230.499 di euro e al terzo posto la Francia (10,12) con 276.617.269.
In tabella le principali merci esportate nel 2003, il cui insieme forma il 99,45% dell'intero export siracusano:
| Merce                                    | Entrate (euro) | Percentuali di incidenza |
| ---------------------------------------- | -------------- | ------------------------ |
| Prodotti petroliferi raffinati           | 2.152.640.795  | 78,78                    |
| Prodotti chimici di base                 | 240.533.136    | 8,80                     |
| Altri prodotti chimici                   | 118.394.017    | 4,33                     |
| Merci dichiarate come provviste di bordo | 73.344.168     | 2,68                     |
| Aeromobili e veicoli spaziali            | 57.386.247     | 2,10                     |

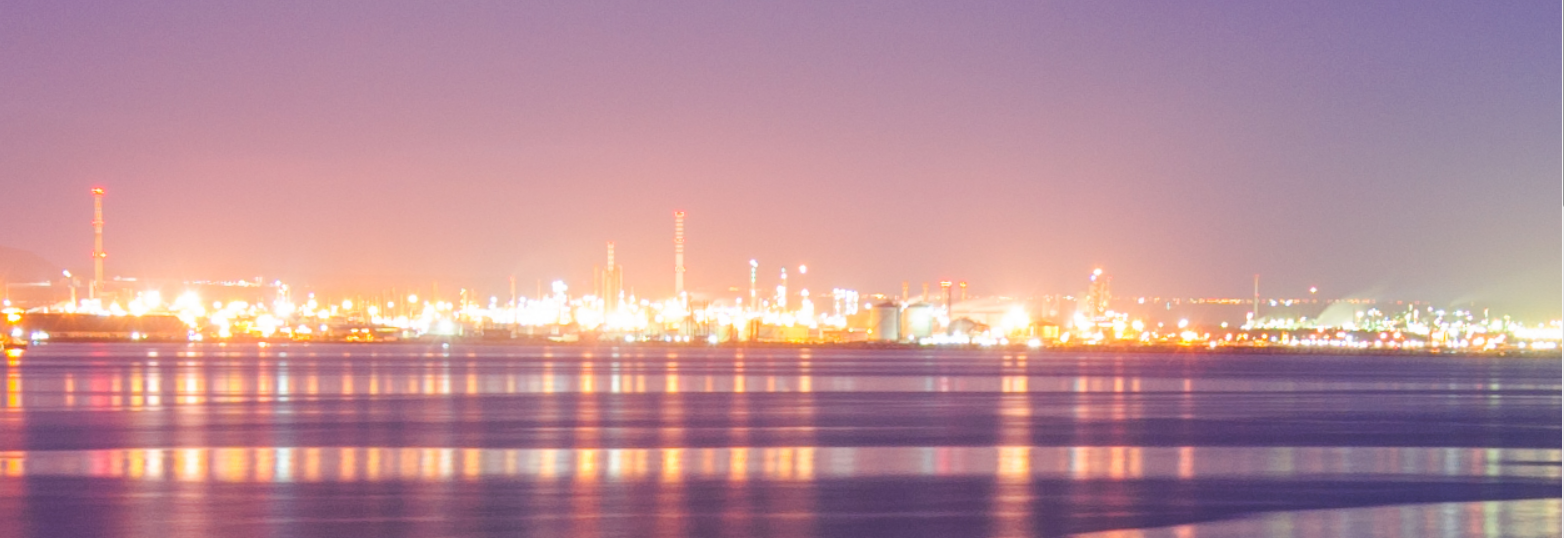
Parte del polo petrolchimico siracusano visto dalla penisola di Magnisi

Nel 2010 la provincia siracusana deriva dalle sue esportazioni 6.330.390.714 di euro. Nel 2011 Siracusa risulta al 17º posto in Italia con un valore complessivo di 7.502.657.721 di euro: si colloca dopo Arezzo (la quale registra approssimativamente 8 miliardi) e prima di Cuneo (la quale registra approssimativamente 6 miliardi). Ciò colloca la provincia di Siracusa al 1º posto tra le province dell'Italia meridionale e rappresenta il 2% dell'esportazione totale nazionale; contro il 9% di Milano e il 2,40% di Roma.
La sua percentuale di crescita nell'export è pari al 18,52% rispetto al 2010 e ciò fa di lei la quarta provincia italiana che mostra maggiore aumento nel settore: dopo Arezzo, Messina e Caltanissetta; queste due sono però distanti dalle prime 20 province d'Italia per esportazione, infatti, dopo Siracusa la prima provincia siciliana a comparire in tabella è quella di Messina al 73º posto.
L'anomalia di Siracusa crea una mal funzionamento nei dati generali della Sicilia, poiché le esportazioni siracusane «hanno un valore addirittura superiore al totale del valore aggiunto prodotto della provincia». Infatti tra il 2010 e il 2011 Siracusa fa registrare una propensione all'export e un grado di apertura al commercio estero pari al 98,0% nel 2010 e 113,4% nel 2011; superiore a qualsiasi media regionale o nazionale, le quali si attestano rispettivamente a 12% - 13,1% e 24,2% - 26,6%.
Come negli anni passati, il 90% di questo export è rappresentato dai prodotti petroliferi raffinati: essa occupa il 1º posto in Italia per questo tipo di export, producendone il 78% del totale nazionale.

#### Analisi esportazioni: 2013
Nel 2013 il patrimonio provinciale derivato dall'export totale ammonta a circa 7.400.000.000 di euro e la provincia si colloca al 21º posto, rimanendo al 1º posto per quanto concerne il Meridione. La propensione all’export è ancora la più alta dell'intera nazione: con 114,3 è il 1° valore italiano, notevolmente superiore rispetto alla media nazionale che si attesta al 27,9%. Siracusa è anche al 1º posto sulle 110 province dell'Italia per il tasso di apertura ai mercati esteri con il 300,1, sei volte superiore al dato nazionale che si ferma al 53,6%.
La provincia di Siracusa rappresenta il 70% dell'intero export regionale. I paesi esteri verso cui esporta sono principalmente la Turchia, la Libia, la Slovenia.

#### Principali paesi verso cui si esporta (Istat 2013)
| Paese               | Entrate (euro) | Percentuali di incidenza |  |
| ------------------- | -------------- | ------------------------ |  |
| Turchia             | 1.054.726.459  | 14,19                    |  |
| Libia               | 748.471.376    | 10,07                    |  |
| Slovenia            | 557.264.562    | 7,50                     |  |
| Egitto              | 443.924.140    | 5,97                     |  |
| Tunisia             | 358.256.261    | 4,82                     |  |
| Francia             | 347.101.895    | 4,67                     |  |
| Algeria             | 345.670.707    | 4,65                     |  |
| Gibilterra          | 316.578.954    | 4,26                     |  |
| Stati Uniti         | 274.288.937    | 3,69                     |  |
| Croazia             | 254.777.939    | 3,43                     |  |
| Paesi Bassi         | 245.166.253    | 3,30                     |  |
| Emirati Arabi Uniti | 226.027.803    | 3,04                     |  |
| Regno Unito         | 187.917.090    | 2,53                     |  |

#### Principali merci esportate (Istat 2013)
Nell'analizzare i dati delle merci esportate dal libero consorzio siracusano va tenuto conto che a differenza delle altre otto realtà provinciali della Sicilia, su questa incide - e ha inciso, soprattutto tra la fine del XX secolo e il primo decennio del XXI secolo - in maniera assolutamente predominante un singolo settore: il settore petrolifero. Basti pensare che sulle tre realtà petrolifere siciliane essa è quella che esporta più di tutte: le altre due sono la provincia di Messina con la raffineria di Milazzo, la quale incide sulle sue esportazioni con il 70% del totale, e la provincia di Caltanissetta con il polo petrolchimico di Gela, il quale incide sulle sue esportazioni con il 40% del totale; ma entrambe le province petrolifere hanno un derivato totale di molto inferiore rispetto a quello siracusano: l'export messinese (che nel 2013 è il più alto della Sicilia dopo quello siracusano) si attesta a 1,3 miliardi di euro, mentre quello nisseno con appena 109 milioni di euro è ben lontano dai risultati delle prime due.
Si consideri quindi che se ad esempio per il palermitano l'esportazione del settore agricolo, pari a circa 25.000.000 di euro, ha un'incidenza del ben 10,0%, nel siracusano che fattura dalla sola esportazione agricola circa 45.000.000 di euro, ha un'incidenza del 0,60%, nonostante qui si fatturi praticamente il doppio del palermitano; stessa cosa se rapportata in altri settori e con altre merci: se nel ragusano l'esportazione di cemento, calce e gesso porta un ricavato di circa 12.000.000 di euro e incide per il 4,69%, nel siracusano la medesima esportazione con il medesimo risultato (anche qui questi materiali fatturano circa 12.000.000 di euro) ha un'incidenza del 0,17%, poiché qui tutto si deve rapportare con il settore petrolifero e chimico.
Principali merci esportate nel 2013:
|  | Merce esportata                                                                                                   | Entrate (euro) | Percentuali di incidenza |
|  | --- | -------------- | ------------------------ |
|  | Prodotti derivanti dalla raffinazione del petrolio                                                                | 6.583.628.920  | 88,56                    |
|  | Prodotti chimici di base, fertilizzanti e composti azotati, materie plastiche e gomma sintetica in forme primarie | 517.848.018    | 6,97                     |
|  | Altri prodotti chimici                                                                                            | 224.664.147    | 3,02                     |
|  | Prodotti di colture permanenti                                                                                    | 34.097.208     | 0,46                     |
|  | Cemento, calce e gesso                                                                                            | 12.426.646     | 0,17                     |
|  | Prodotti di colture agricole non permanenti                                                                       | 9.990.406      | 0,13                     |
|  | Merci dichiarate come provviste di bordo, merci nazionali di ritorno e respinte, merci varie                      | 6.254.985      | 0,08                     |
|  | Rifiuti | 5.772.199      | 0,08                     |
|  | Navi e imbarcazioni                                                                                               | 5.480.195      | 0,07                     |
|  | Articoli in materie plastiche                                                                                     | 4.795.683      | 0,06                     |
|  | Altri prodotti alimentari                                                                                         | 4.608.247      | 0,06                     |
|  | Strumenti e apparecchi di misurazione, prova e navigazione, orologi                                               | 3.068.680      | 0,04                     |
|  | Pesci ed altri prodotti della pesca, prodotti della acquacoltura                                                  | 3.055.217      | 0,04                     |
|  | Minerali di cave e miniere n.c.a.                                                                                 | 2.767.966      | 0,04                     |
|  | Altre macchine di impiego generale                                                                                | 1.674.721      | 0,02                     |

Appare quindi evidente che la quasi totalità della percentuale legata all'export siracusano è dominata dal settore oil; anche nel 2012 l'export aretuseo registrò il 98,86% legato al settore petrolifero-chimico-energetico (contro il 98,61% del 2013). Stando così le cose si è sentito il bisogno di analizzare quell'1,1% del 2012 eliminando dal calcolo il settore  “petrolio, chimica, gomma e plastica”, e "liberando" la reale incidenza degli altri settori nell'esportazione; il risultato sarebbe stato questo:
| Settore di esportazione       | Percentuali di incidenza |
| ----------------------------- | ------------------------ |
| Agricoltura                   | 35,43%                   |
| Altro industria               | 28,47%                   |
| Metalmeccanica ed elettronica | 23,87%                   |
| Alimentare                    | 11,73%                   |
| Sistema moda                  | 0.35%                    |
| Legno/Carta                   | 0,15%                    |

#### Analisi esportazioni: 2014-2016
Nel 2014 Siracusa perde un 14,31% rispetto alle esportazioni del 2013, dovuto principalmente a un calo sull'esportazione del petrolio raffinato, ma con un'entrata di 6.406.044.136 di euro resta sempre la prima provincia siciliana nell'export. La Sicilia si classifica nel totale nazionale al 10º posto con quasi 9 miliardi di entrata dall'export; posizione stabilita essenzialmente da Siracusa che copre circa il 70% del totale regionale (come il territorio siracusano, infatti, anche l'export siciliano risulta in calo con l'8, 20% in meno rispetto al 2013). Il calo di Siracusa incide anche a livello nazionale:
(Istat 2014.)
Nel 2015 l'Istat pone nuovamente il calo di Siracusa come fattore che frena l'export nazionale, affiancandola stavolta alle province di Genova, Massa-Carrara, Milano, Livorno e Pavia; anch'esse in calo. Il calo non sembra fermarsi e nel 2016 Siracusa risulta ancora tra le province d'Italia con le perdite più significative in termini di export, anzi, con un -28,8% registrato nei primi nove mesi del 2016 risulta la provincia d'Italia che ha perso più di tutte sulle vendite con il mercato estero; dopo di lei segue la provincia di Cagliari con -21,9% e Massa-Carrara con -20,7%. Come nei precedenti anni, il calo di Siracusa trascina gravemente indietro anche l'export della regione Sicilia che in linea con la situazione siracusana fa registrare rispettivamente un -12,4% nel 2015 e un -21,2% nel 2016. Il maggiore calo è dovuto essenzialmente all'esportazione dei prodotti petroliferi raffinati, la quale registra un -30,7% derivato quasi esclusivamente da Siracusa. Il mercato estero più compromesso risulta essere quello con la Turchia - che nel 2013 era il primo paese di esportazione per Siracusa -, facendo registrare nel 2016 un calo a livello regionale del 56,3%. Più in generale la perdita maggiore deriva sostanzialmente dai paesi extra UE, con -30,1%.

### Importazioni
Siracusa importa principalmente petrolio greggio per raffinarlo nel polo ed esportarlo tramite le petroliere. Nel 2003 il suo maggior paese di importazione è la Russia, mentre nel 2013 la maggiore importazione proviene dall'Arabia Saudita.
Le importazioni della provincia di Siracusa superano i 12.000.000.000 di euro, facendo registrare un tasso passivo di 4.600.000.000 di euro. Esse costituiscono più della metà delle importazioni siciliane e si attestano al 1º posto per l'Italia meridionale e 4º posto per l'intera nazione. Siracusa importa maggiormente dall'Asia (66,4%), dall'Europa (25.4%) e dall'Africa (8%). Nello specifico il primo paese importatore per Siracusa è l'Arabia Saudita, seguono il Kazakistan, la Russia e l’Azerbaigian.

### Principali partner-commerciali del libero consorzio siracusano
In gran parte per via del polo industriale, Siracusa è risultata essere nel 2018 la prima provincia in Sicilia (odiernamente libero consorzio) partner-commerciale della Russia (prima provincia per acquisti e seconda per vendite, capofila assoluta in interscambio) e la seconda in Italia, sempre con lo stesso paese transcontinentale, dopo Milano.

### Competitività del territorio
Dal Lexicon dell'economia reale de Il Sole24Ore:
Il territorio siracusano ha un enorme potenziale, il quale resta in gran parte non adeguatamente sfruttato. Le sue infrastrutture risultano al 5º posto come qualità nella regione Sicilia, con un indice di dotazione di infrastrutture economiche pari a 102,7; dato superiore alla media nazionale che si attesta a 100. Grazie alle infrastrutture portuali Siracusa si attesta al 9º posto nazionale, e al 2º posto nel Mezzogiorno (dopo Reggio Calabria), per questo tipo di dotazione.
Tuttavia ad incidere negativamente sulla competitività del territorio sono i trasporti, carenti, che si ripercuotono sulla fornitura dei servizi, poi vi è il numero di protesti rapportato alla popolazione, tra i più alti in Italia (10º posto nel 2013) e le sofferenze sulle imprese registrate (1º posto in Italia nel 2013).

#### Il limone, la patata novella e l'anguria di Siracusa

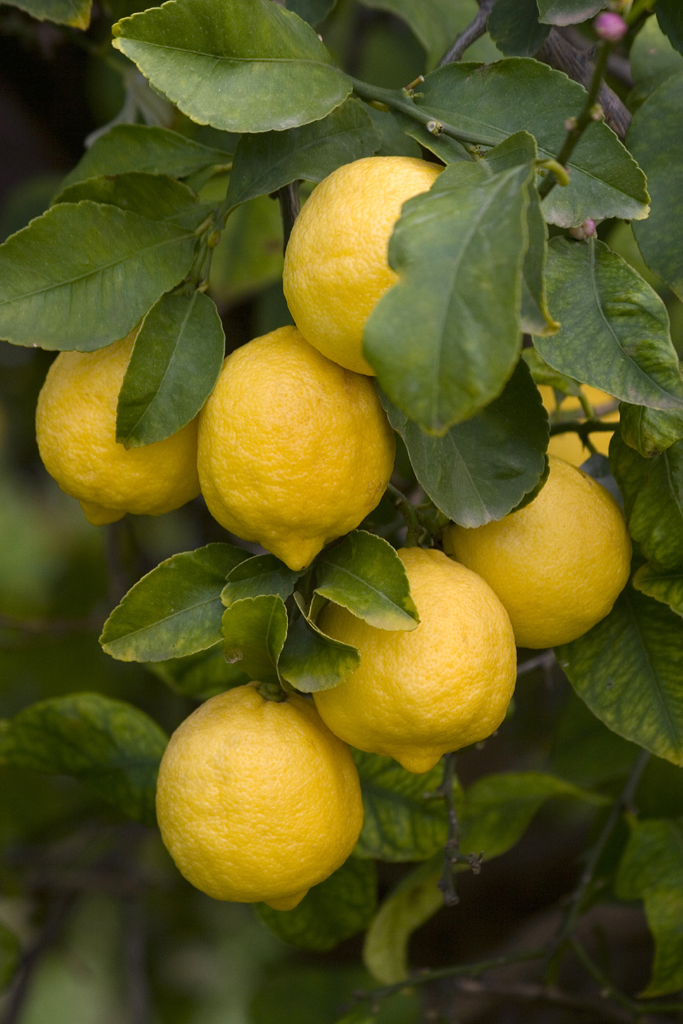

### Pesca

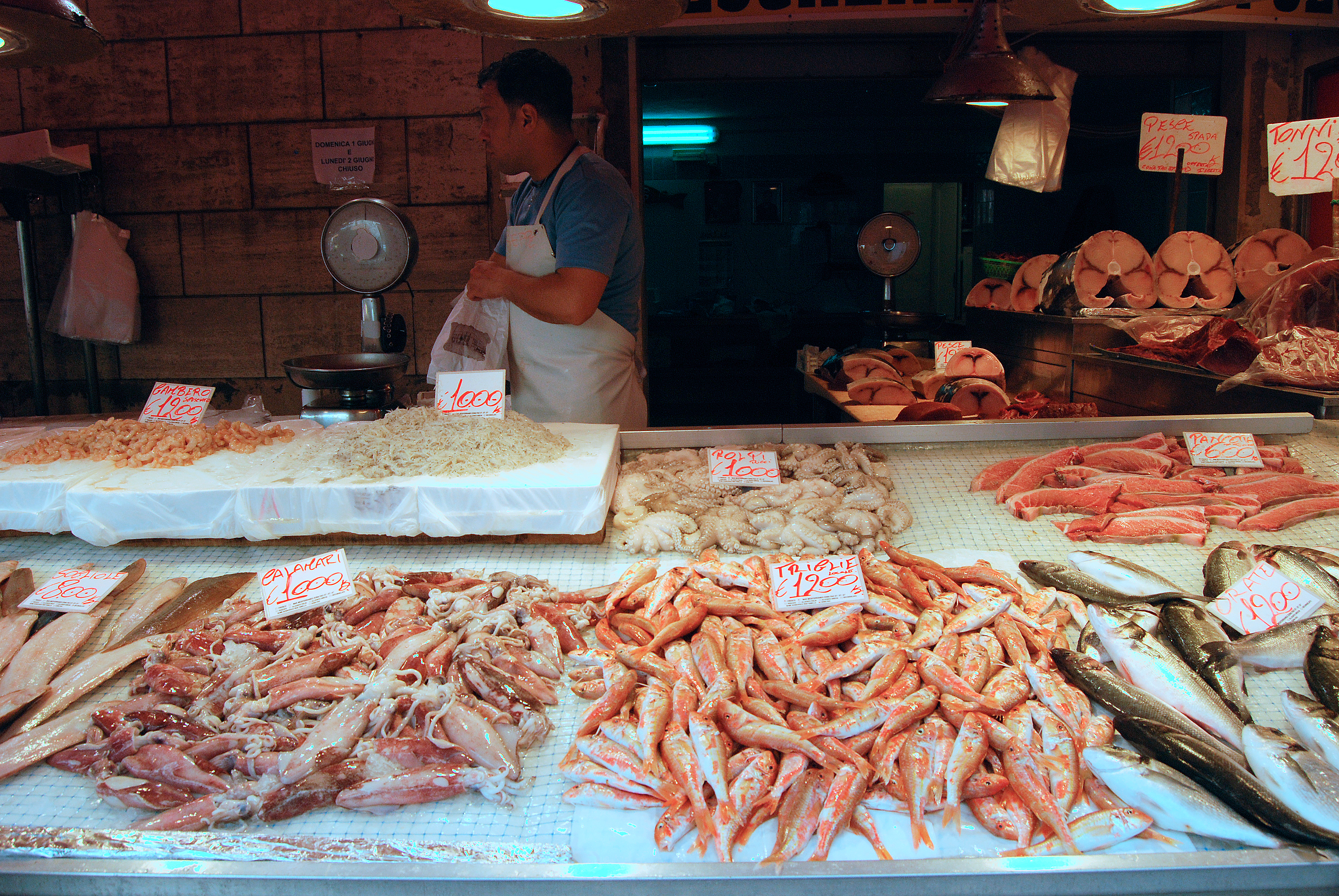
Pescato fresco locale al mercato di Ortigia

#### Acquacoltura

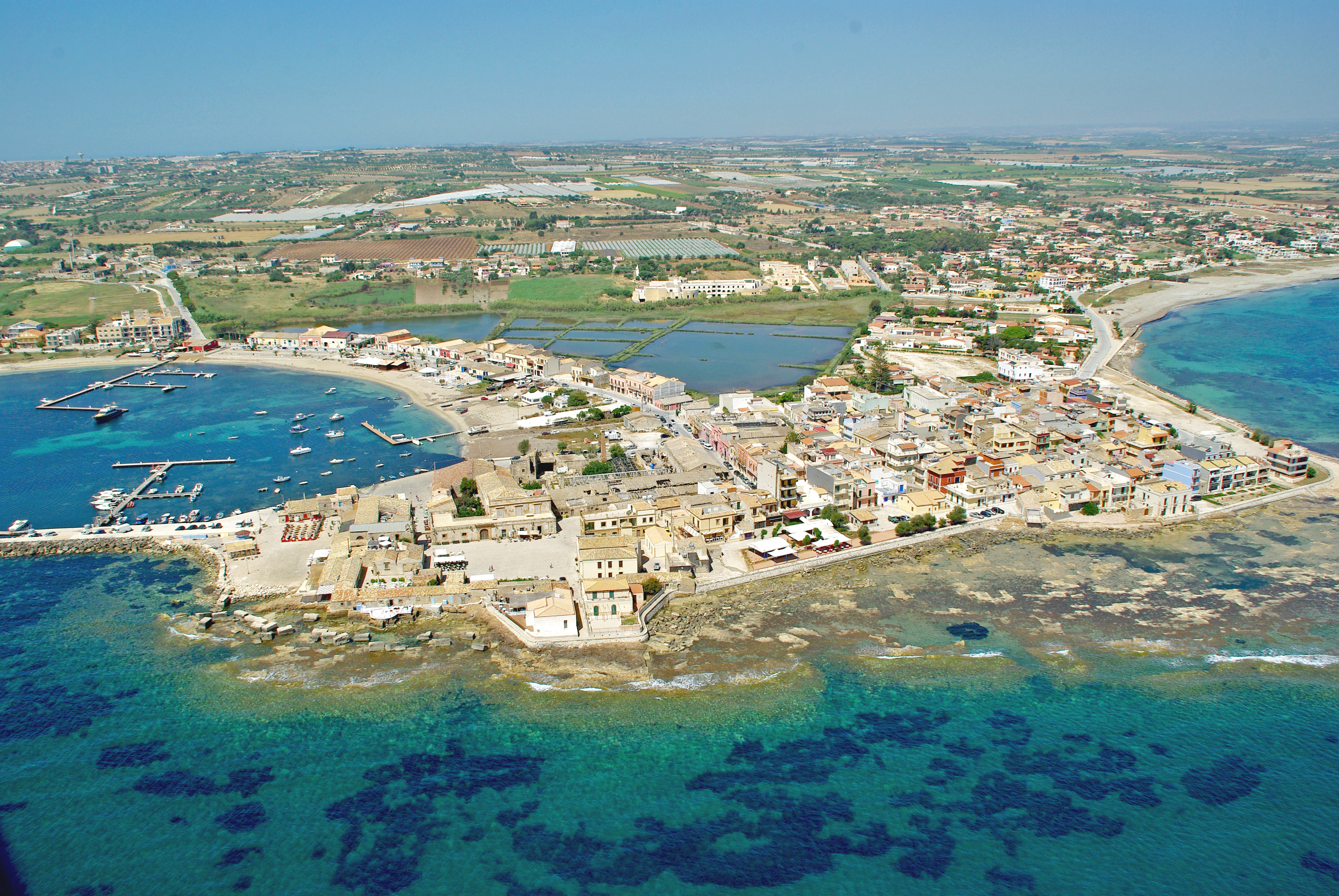
Il caratteristico borgo marinaro di Marzamemi (Pachino) e il suo porticciolo

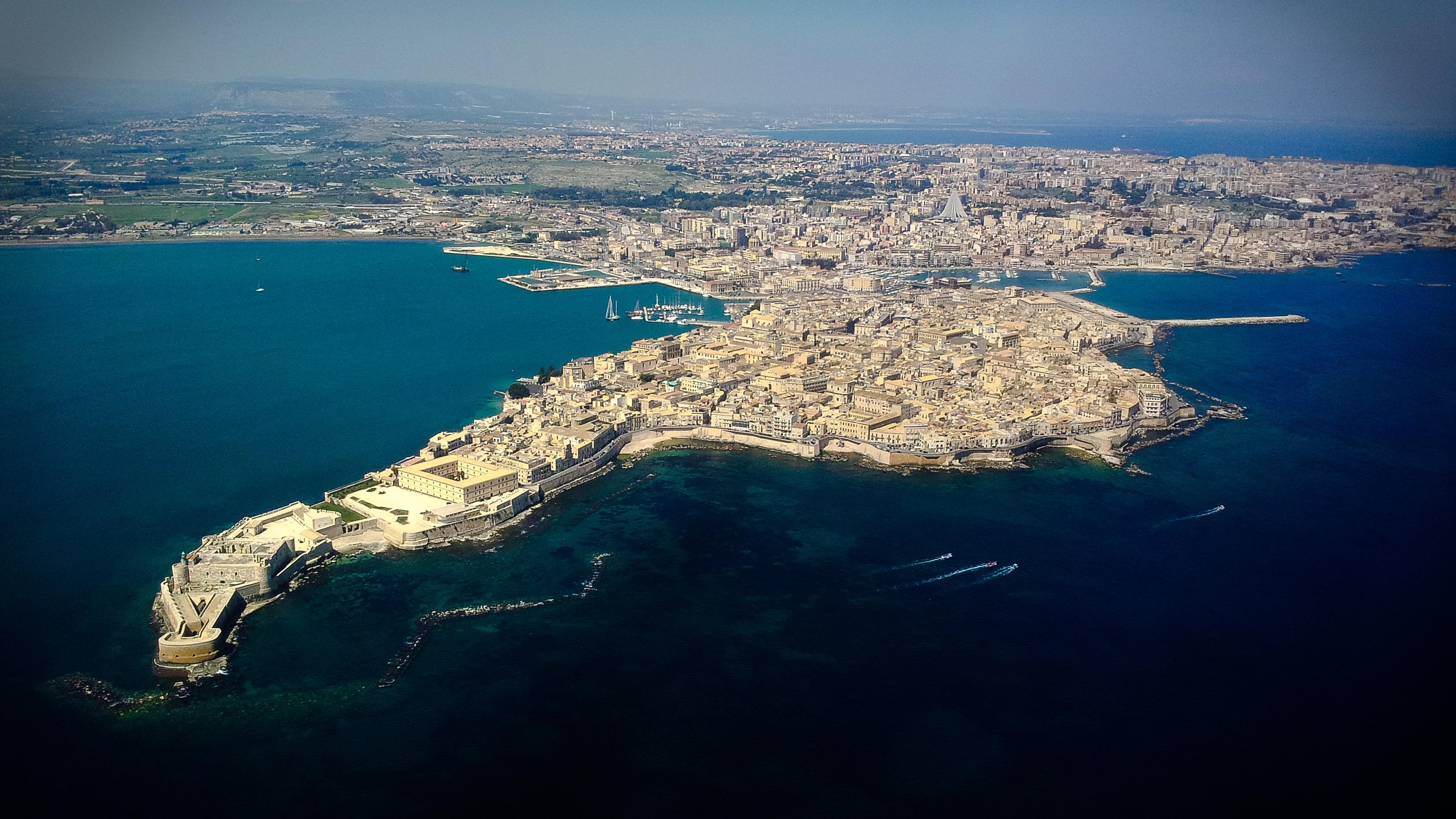
La baia del porto Grande di Siracusa e sullo sfondo il Marmoreo, visti dall'alto

### Porti commerciali

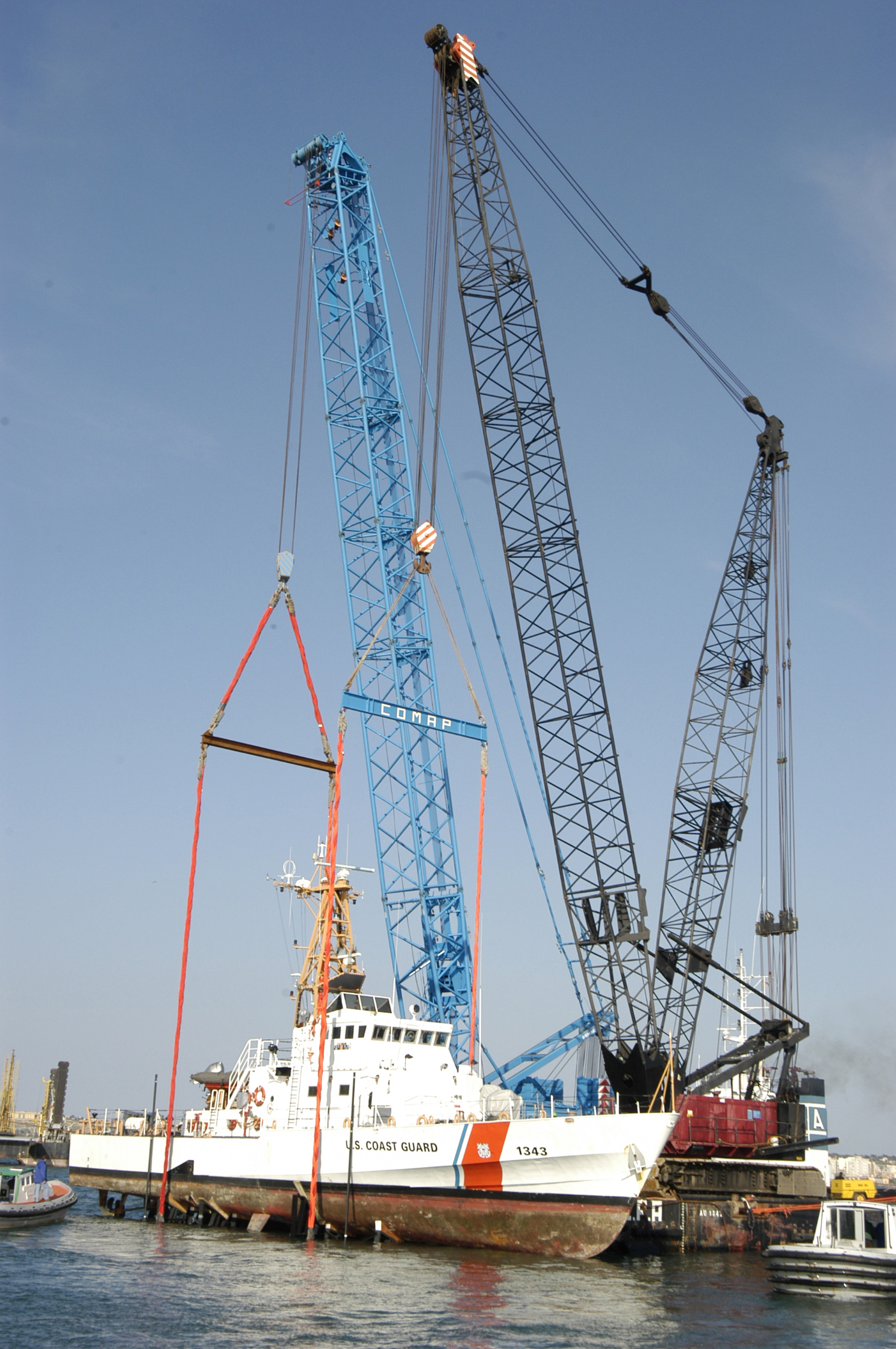
Il porto commerciale di Augusta

### Settore energetico

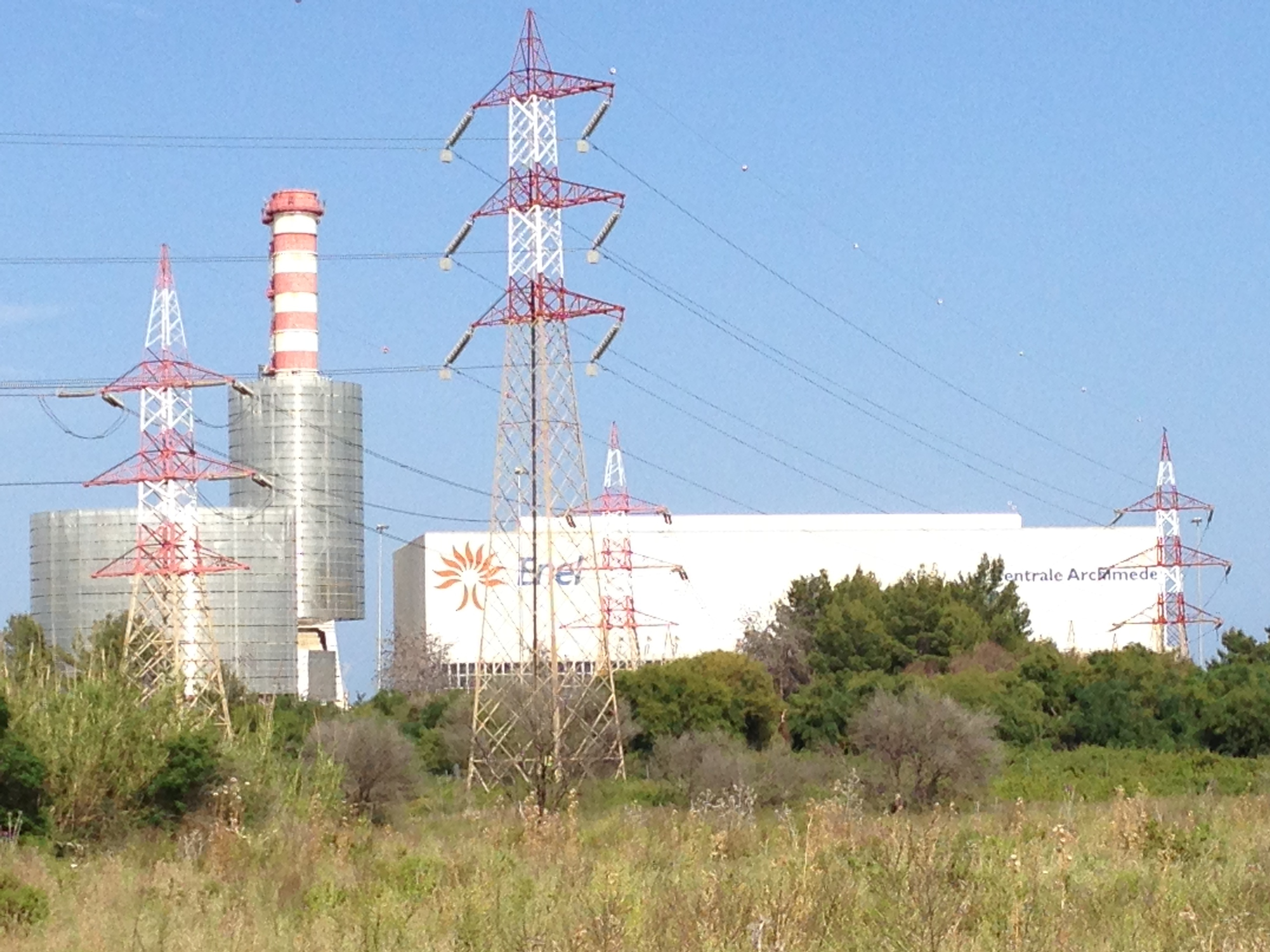
La centrale elettrica Archimede

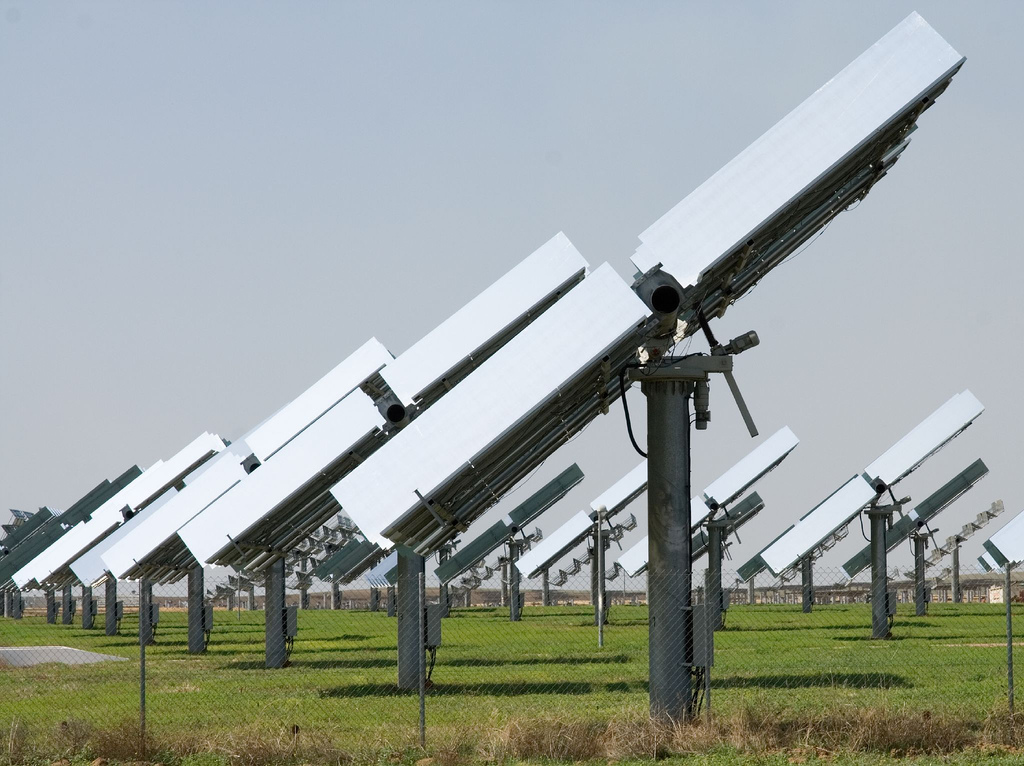
Pannelli ad energia solare

### Settore del turismo

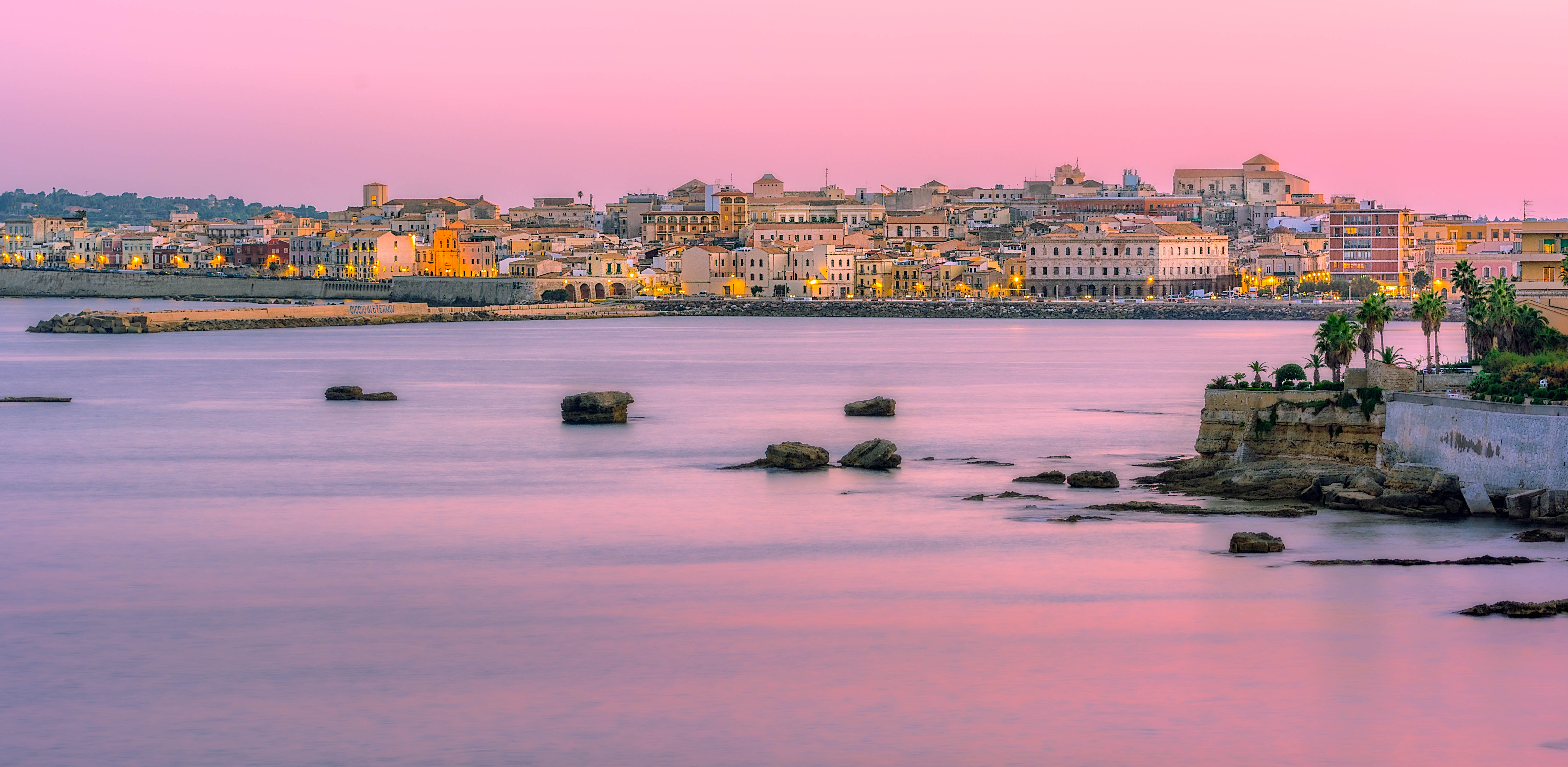
L'isola di Ortigia: attualmente è il fulcro del turismo siracusano